# Alex Joffé
Alex Joffé (18 de noviembre de 1918 – 18 de agosto de 1995) fue un director y guionista cinematográfico de nacionalidad francesa.
Nacido en Alejandría, Egipto, su nombre completo era Alexandre Joffé. Alex Joffé comenzó su carrera cinematográfica como opérateur de prise de vue, antes de trabajar como secretario de Jean Aurenche. Posteriormente escribió el guion de numerosos filmes, iniciándose en la dirección en 1946.
Joffé tuvo tres hijos: el director Arthur Joffé, Marion (nacida en 1952) y Nina (1956). Falleció en París, Francia, en 1995.

## Filmografía

### Director
- 1946 : Six heures à perdre, con André Luguet y Denise Grey
- 1953 : Lettre ouverte, con Robert Lamoureux y Geneviève Page
- 1955 : Les Hussards, con Bourvil, Bernard Blier, Louis de Funès y Georges Wilson
- 1956 : Les Assassins du dimanche, con Barbara Laage, Dominique Wilms y Jean-Marc Thibault
- 1957 : Les Fanatiques, con Pierre Fresnay y Michel Auclair
- 1959 : Du rififi chez les femmes, con Robert Hossein, Roger Hanin y Silvia Monfort
- 1960 : Fortunat, con Bourvil y Michèle Morgan
- 1961 : Le Tracassin, con Bourvil y Pierrette Bruno
- 1962 : Les Culottes rouges, con Bourvil y Laurent Terzieff
- 1965 : Pas question le samedi, con Robert Hirsch
- 1965 : La Grosse Caisse, con Bourvil y Paul Meurisse
- 1968 : Les Cracks, con Bourvil, Robert Hirsch y Monique Tarbès

### Guionista
| - 1943 : Ne le criez pas sur les toits - 1944 : Florence est folle - 1945 : Adieu chérie - 1946 : Tant que je vivrai - 1946 : Christine se marie - 1946 : La Fille du diable - 1946 : L'assassin n'est pas coupable - 1947 : Six heures à perdre - 1948 : El supersabio - 1949 : El mago - 1949 : Millionnaires d'un jour - 1950 : Le 84 prend des vacances - 1950 : Trois Télégrammes - 1951 : Monte Carlo Baby - 1951 : ...Sans laisser d'adresse - 1951 : Seul dans Paris | - 1953 : Taxi - 1953 : Lettre ouverte - 1953 : Femmes de Paris - 1954 : L'Aventurier de Séville - 1955 : Les Hussards - 1956 : Les Assassins du dimanche - 1956 : Je reviendrai à Kandara - 1957 : Les Fanatiques - 1959 : Du rififi chez les femmes - 1960 : Fortunat - 1961 : Le Tracassin - 1962 : Les Culottes rouges - 1965 : Pas question le samedi - 1965 : La Grosse Caisse - 1968 : Les Cracks |

### Actor
- 1957 : Un amour de poche, de Pierre Kast
- 1960 : Tirez sur le pianiste, de François Truffaut
- 1986 : Hôtel du Paradis, de Jana Boková